# Muzeum Instrumentów Muzycznych w Szybie
Muzeum Instrumentów Muzycznych w Szybie – muzeum utworzone przez Wojciecha Jachimowicza w 1997 roku we dworze w Szybie.
Stała ekspozycja umiejscowiona jest w jednej z sal dworu. W holu odbywają się wystawy czasowe. Kolekcja posiada ponad 3000 eksponatów związanych z muzyką, zapisem nutowym i przedmiotów związanych z tą tematyką z terenów Europy, USA i Azji z okresu od XVII wieku do współczesności. Zbiory prezentowane były między innymi we Wrocławiu, Świdnicy, Dusznikach Zdroju, Gubinie, Zielonej Górze, Międzyborzu i Drezdenku.